# Erika Pieler
Erika Carola Pieler (* 1977 in Wien) ist eine österreichische Klassische Archäologin und Juristin. Sie war vom 1. Januar 2019 bis zum 19. März 2019 Präsidentin des Bundesdenkmalamtes.

## Leben
Erika Pieler studierte Klassische Archäologie und Rechtswissenschaften an den Universitäten Wien und Athen. Archäologische Forschungsprojekte führten sie in die Türkei, nach Griechenland, Italien und Ägypten. Von September 2001 bis Dezember 2002 war sie wissenschaftliche Mitarbeiterin am Deutschen Archäologischen Institut Athen. Im Juli 2006 trat sie als Juristin in die Abteilung Denkmalschutz des Bundesministeriums für Bildung, Wissenschaft und Kultur ein und übernahm 2008 die stellvertretende Leitung dieser Abteilung sowie die Leitung des Referats für Angelegenheiten des Kulturgüterschutzes, der archäologischen Denkmale und der Ausfuhr von Kulturgut. Von 2014 bis Ende 2018 war sie als Richterin am Bundesverwaltungsgericht unter anderem für Verfahren aufgrund des Denkmalschutzgesetzes zuständig.
Am 1. Januar 2019 übernahm Erika Pieler in Nachfolge von Barbara Neubauer die Leitung des Bundesdenkmalamtes. Am 19. März 2019 wurde bekannt, dass Erika Pieler ihr Amt aus persönlichen Gründen zurücklegen werde. Anfang Juni 2019 folgte ihr Christoph Bazil als Präsident des Bundesdenkmalamts nach.

## Publikationen (Auswahl)
- Die Beziehungen der Kykladen zu Kreta, dem griechischen Festland und Kleinasien während der Frühbronzezeit unter besonderer Berücksichtigung der Kykladenidole. Diplomarbeit Universität Wien 2000.[5]
- Internationaler Kulturgüterschutz und die UNESCO-Konvention von 1970. Untersuchungen zur Umsetzung völkerrechtlicher Verpflichtungen in Österreich. Manz, Wien 2009, ISBN 978-3-214-11361-2.[6]

## Auszeichnungen
- Würdigung ihrer Dissertation durch das Österreichische Nationalkomitee Blue Shield (2010)
- Preisträgerin des IFKUR-Dissertations- und Habilitationspreises des Heidelberger Instituts für Kunst und Recht (2010)
- Preisträgerin der Dr. Maria Schaumayer Stiftung (2009)